# Dendrolagus notatus
Dendrolagus notatus е вид бозайник от семейство Кенгурови (Macropodidae). Видът е застрашен от изчезване.

## Разпространение
Разпространен е в Папуа Нова Гвинея.